# فات ذاکرف
فات ذاکرف (انگلیسی: Faat Zakirov؛ زادهٔ ۳ ژانویهٔ ۱۹۷۴ ‏(۵۱ سال)) دوچرخه‌سوار اهل ازبکستان است.